# Parklife (canción)
«Parklife» es la canción principal del álbum de 1994 de Blur Parklife. Cuando se lanzó como tercer sencillo del álbum, alcanzó el número 10 en la UK Singles Chart y el número 30 en Irlanda. La canción contiene elementos de spoken word en los versos, narrados por el actor Phil Daniels, quien también aparece en el video musical de la canción. Los coros son cantados por el cantante principal Damon Albarn.
La canción ganó el Sencillo británico del año y el Video británico del año en los Brit Awards de 1995 y también se presentó en los 2012 Brit Awards. Las bandas masivas de la Household Division interpretaron «Parklife» en la ceremonia de clausura de los Juegos Olímpicos de Londres 2012. La canción es una de las pistas que definen el britpop y aparece en el álbum recopilatorio de 2003 Live Forever: The Rise and Fall of Brit Pop.

## Trasfondo
Según Coxon, la canción era sarcástica, más que una celebración del inglés. Explicó que la canción «no se trataba de la clase trabajadora, se trataba de la clase del parque: basureros, palomas, corredores; cosas que veíamos todos los días de camino al estudio [Maison Rouge en Fulham]» y que se trataba de «divertirse y hacer exactamente lo que quiere hacer».
Se le acercó a Daniels para que recitara un poema para «The Debt Collector», pero Albarn no pudo encontrar un poema que le gustara y convirtió la canción en un instrumental. En su lugar, se le pidió a Daniels que cantara la voz principal en «Parklife». Daniels revitalizó a la banda, que se había cansado de trabajar en la pista. Daniels no estaba familiarizado con la banda, pero después de hablar con Albarn, aceptó el trabajo. La grabación en el estudio duró unos cuarenta minutos. Daniels optó por una parte de las regalías en lugar de recibir un pago por adelantado.
A pesar de lo que se cree comúnmente, la canción no se refiere al Castle Park en Colchester, la ciudad de donde proviene la banda. Según Damon Albarn cuando presentó la canción durante su actuación de Hyde Park de julio de 2009, «Se me ocurrió la idea de esta canción en este parque. Vivía en Kensington Church Street, y yo solía entrar al parque por el otro extremo, y solía, ya sabes, observar a la gente y las palomas ... », momento en el que aparece Phil Daniels en el escenario. Daniels también realizó una interpretación de la canción en el lugar de los titulares de la banda en el Glastonbury Festival 2009 y en el segundo concierto de Hyde Park de la banda en agosto de 2012, y en los Brit Awards de 2012.

### Controversia
La canción jugó un papel en la supuesta disputa de Blur con su rival de britpop Oasis en los Brit Awards de 1996 cuando los hermanos Gallagher, Liam y Noel, se burlaron de Blur cantando una versión borracha de «Parklife», imitando el acento de Albarn —con Liam cambiando la letra a «Shite-life» y Noel gritando «Marmite»—, cuando los miembros de Oasis estaban recogiendo el premio al Mejor Álbum Británico, al que ambas bandas habían sido nominadas.

## Video musical
El video musical de la canción —dirigido por Pedro Romhanyi— filmado junto al pub The Pilot en la Península de Greenwich presenta a Phil Daniels como un vendedor de doble acristalamiento —un homenaje a Tin Men—, con Albarn como su asistente. Otros miembros de la banda aparecen como varios personajes de la canción, incluidos Dave Rowntree y Alex James como pareja, con este último en drag. En un momento, Albarn se impresiona al ver a un hombre —Graham Coxon— llevando una pancarta que dice Modern Life Is Rubbish, el título del álbum anterior de Blur; en el reverso está escrito «End of a Century», el título de su siguiente sencillo de Parklife.
El coche utilizado por Daniels y Albarn es un Ford Granada Cupé Mk1 de color bronce. En el video, el Granada se detiene al lado de un Audi Cabriolet convertible y Daniels dice «No tiene nada que ver con tu “Vorsprung durch Technik”, ya sabes». El conductor, interpretado por Alex James, le devuelve una mueca. Luego, ambos autos se alejan a gran velocidad para revelar «Parklife» escrito en la pista.
El video fue revisado en el episodio de 1995 «Lightning Strikes» —episodio 21 de la temporada 5— de Beavis and Butt-Head. Los personajes declararon que Daniels se parecía al anfitrión de Family Feud Richard Dawson.

## Promoción
La canción comenzó a sonar en los partidos de fútbol a mediados de la década de 1990, más tarde se convirtió en un «himno del fútbol» y apareció en álbumes como The Best Footie Anthems in the World...Ever! y The Beautiful Game, the Official Album of Euro 1996.
Nike emitió un anuncio de televisión en 1997 llamado «Parklife». El anuncio incluía la canción y los futbolistas de la Premier League, incluidos Eric Cantona, Ian Wright y Robbie Fowler. El anuncio recibió elogios y más tarde fue calificado como el 14º mejor anuncio de todos los tiempos por ITV en 2005, y como el 15° mejor por Channel 4 en 2000.
La canción se reproduce antes de los partidos en casa del Chelsea F.C. en Stamford Bridge. El narrador de la canción, Phil Daniels, y el líder de Blur, Damon Albarn, son fanáticos del Chelsea.
Esta canción también se canta en Carrow Road, la casa de Norwich City FC, con las palabras «Todos los alemanes, tantos alemanes, y todos van de la mano, de la mano a través de su Farkelife ... FARKELIFE!». Esto se debe al hecho de que el entrenador Daniel Farke compró tantos jugadores alemanes.

## Recepción
Larry Flick de Billboard escribió: «Blur continúa explorando su nuevo interés en el pop descarado, explotado por primera vez en las vertiginosas y new romantic que suenan “Girls & Boys”. Esta continuación es pura diversión, ya que el acto británico se lanza a través de melodías animadas, tejidas a través de guitarras juguetonas y voces habladas». Music & Media comentó: «Los viejos en el banco del parque tendrán que moverse un poco para dejar espacio a estos mocosos punky que comentan sobre la vida alrededor de la piscina. Es tan enriquecedor para los patos como para es para ti». Mark Sutherland otorgó la canción «Mejor sencillo nuevo» en la edición del 17 de agosto de Smash Hits, calificándola de «excelente» y «una de las canciones pop más locas de la historia». En mayo de 2007, la revista NME colocó a «Parklife» en el número 41 de su lista de los 50 mejores himnos independientes de la historia.
«Parklife» es el sencillo más vendido del álbum, con 190 000 copias vendidas.
El miembro de The Kinks Ray Davies habló con entusiasmo de la canción, llamándola «quizás su mejor canción, y sin duda su mejor disco» y diciendo: «Uno de mis momentos más queridos con Damon es un festival de poesía en el Albert Hall. Él cantó una de mis canciones y yo canté “Parklife”. Entonces entendí las similitudes entre The Kinks y Blur. Está en la forma en que cambio de acordes y canto estilísticamente».

### Premios
| Año  | Premio       | Categoría                        | Nominado   | Resultado | Ref.   |
| ---- | ------------ | -------------------------------- | ---------- | --------- | ------ |
| 1995 | Premios Brit | Mejor Sencillo Británico del Año | «Parklife» | Ganador   | [ 24 ] |
| 1995 | Premios Brit | Mejor Video Británico del Año    | «Parklife» | Ganador   | [ 24 ] |

## Lista de canciones
| 7"  |               |          |  |
| N.º | Título        | Duración |  |
| 1.  | «Parklife»    | 3:06     |  |
| 2.  | «Supa Shoppa» | 3:02     |  |

| 12" |                                 |          |  |
| N.º | Título                          | Duración |  |
| 1.  | «Parklife»                      | 3:06     |  |
| 2.  | «Supa Shoppa»                   | 3:02     |  |
| 3.  | «To the End (versión francesa)» | 4:06     |  |
| 4.  | «Beard»                         | 1:45     |  |

| CD 1 / Casete |                                |          |  |
| N.º           | Título                         | Duración |  |
| 1.            | «Parklife»                     | 3:06     |  |
| 2.            | «Supa Shoppa»                  | 3:02     |  |
| 3.            | «Theme from an Imaginary Film» | 3:34     |  |

| CD 2 |                                 |          |  |
| N.º  | Título                          | Duración |  |
| 1.   | «Parklife»                      | 3:06     |  |
| 2.   | «Beard»                         | 1:45     |  |
| 3.   | «To the End (versión francesa)» | 4:06     |  |

| 2012 Brit Awards |                                    |          |  |
| N.º              | Título                             | Duración |  |
| 1.               | «Girls & Boys" (En vivo en BRITs)» | 4:43     |  |
| 2.               | «Song 2 (En vivo en BRITs)»        | 2:15     |  |
| 3.               | «Parklife (En vivo en BRITs)»      | 2:52     |  |

## Lados B
Blur proporcionó al sencillo una selección de lados B sorprendentemente contrastantes, todos pastiches de otros géneros musicales. Una de varias canciones ocasionales de Blur escritas en tiempo de vals y construidas sobre un arreglo de clavecín, piano y sintetizadores de cuerda, «Theme from an Imaginary Film» fue planeada pero rechazada para la película Decadence. «Supa Shoppa» fue un instrumental al estilo del acid jazz, grabado con percusión, flauta sintetizada y partes de órgano Hammond. Drowned in Sound, al revisar la carrera de Blur, señaló que había sido un «comienzo perfecto en vivo para la gira de Parklife cuando se puso en marcha». «Beard» también parodiaba la música de jazz, y fue nombrada en base al estereotipo de los fanáticos del jazz que las usaban. También se agregó una versión alternativa adicional de «To the End». (En ese momento, para impulsar las posiciones en las listas de singles, era costumbre que las bandas lanzaran singles en varios formatos con pistas exclusivas para alentar a los fanáticos a comprarlos todos).

## Personal
- Damon Albarn: vocales, piano, órgano Hammond
- Phil Daniels: narración
- Graham Coxon: guitarra eléctrica, saxofón alto, coros
- Alex James: bajo eléctrico
- Dave Rowntree: percusión
- Simon Clarke: saxofón barítono

## Posicionamiento en listas
| Lista (1994)                        | Mejor posición |
| ----------------------------------- | -------------- |
| Australia (ARIA)                    | 119            |
| Europa (Eurochart Hot 100)          | 37             |
| Escocia (Official Scottish Singles) | 7              |
| Irlanda (IRMA)                      | 30             |
| Reino Unido (UK Singles Chart)      | 10             |

| País        | Organismo certificador | Certificación | Ventas  |
| ----------- | ---------------------- | ------------- | ------- |
| Reino Unido | BPI                    | Disco de Oro  | 400 000 |